# Mistr vídeňského Skotského oltáře
Mistr vídeňského Skotského oltáře, též Skotský mistr (činný kolem roku 1470) byl pozdně gotický rakouský malíř, autor hlavního oltáře („Wiener Schottenaltar“) ve Skotském kostele (Schottenkirche) ve Vídni.

## Dílo

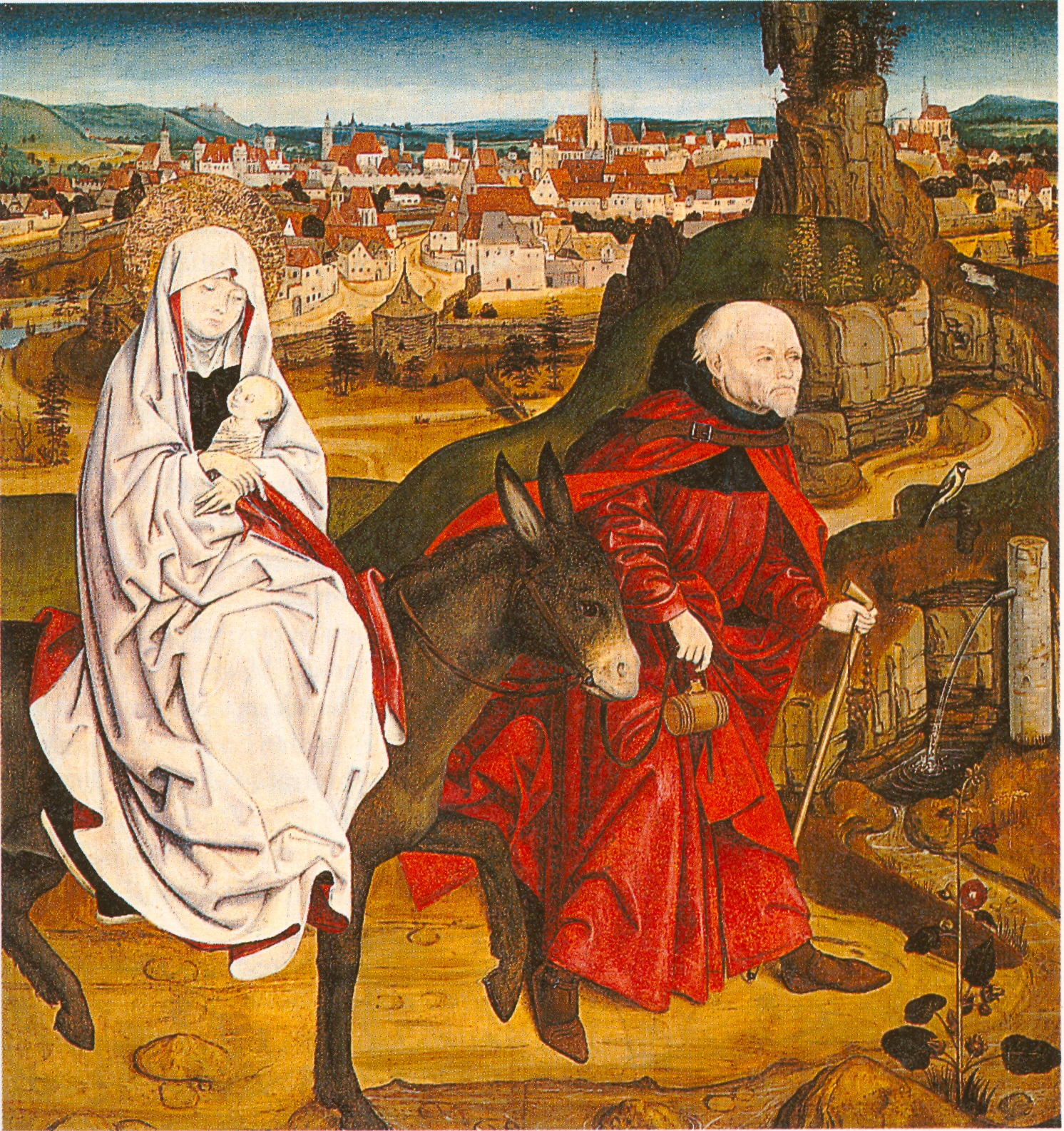
Útěk do Egypta

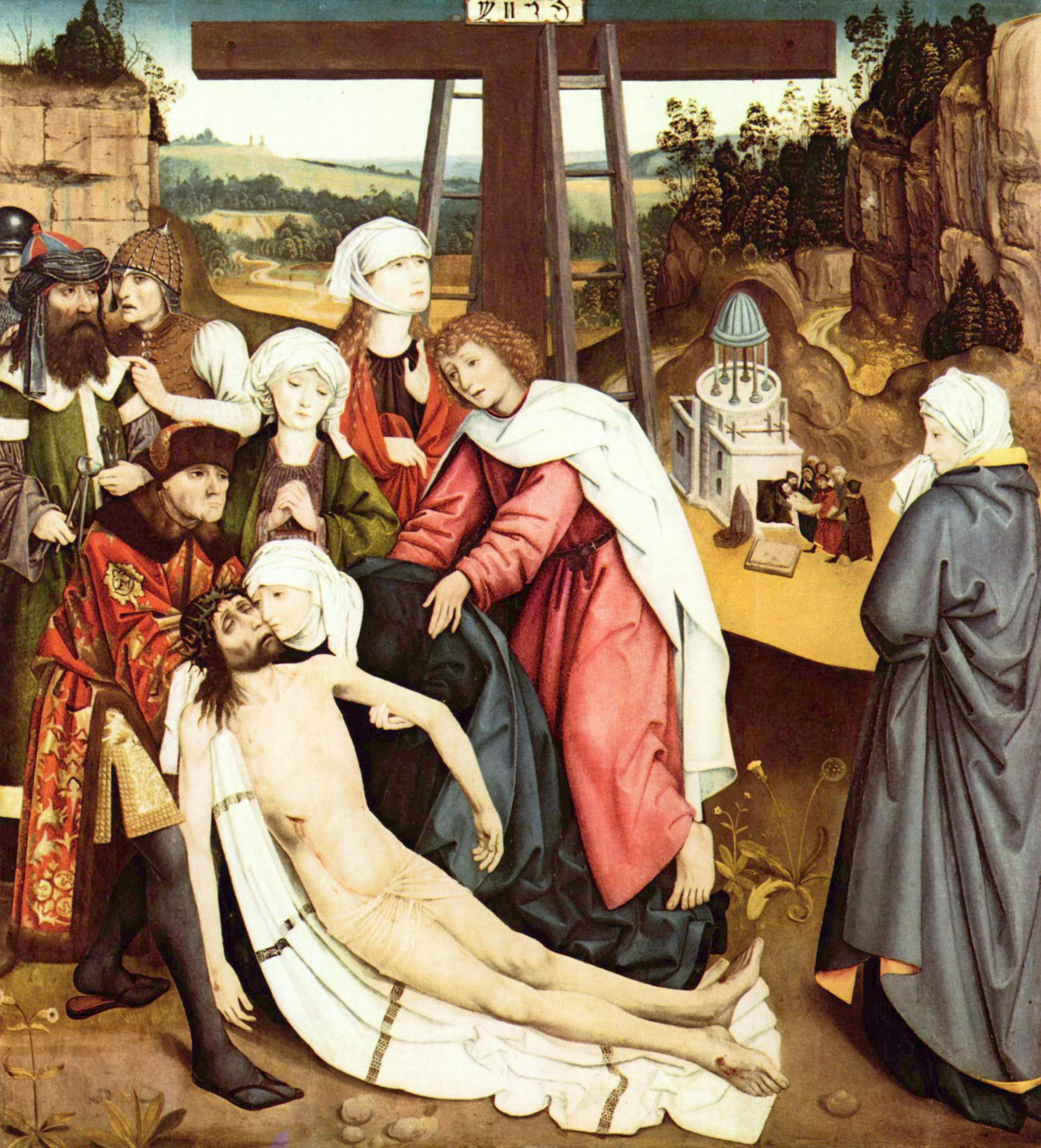
Oplakávání Krista

Dílna Skotského mistra vytvořila oltář pro vídeňský klášter, založený ve 12. století benediktinskými mnichy pocházejícími z Irska a Skotska. Hlavní oltář v tzv. Skotském kostele ve Vídni (1469–1475) sestával ze 24 panelů, z nichž 21 se dochovalo a jsou nyní umístěny ve Skotském klášteře a v Oesterreichische Galerie Belvedere ve Vídni. Jsou na nich zobrazeny scény ze života Panny Marie a Umučení Krista. Některé obrazy mají rozdílný malířský rukopis a jsou patrně dílem spolupracovníků.
Význam díla Skotského mistra spočívá v detailním vykreslení přírodních detailů a topograficky věrném podání krajin, s vedutami Vídně a Kremsu. Ve scéně Útěk do Egypta je v pozadí vyobrazena Vídeň kolem roku 1470 a ve scéně Navštívení je jedno z nejstarších zobrazení vídeňské ulice.
Na obrazech je patrný silný vliv holandské (Rogier van der Weyden, Dieric Bouts)
a hornorýnské malby. Dílna měla v pozdější době dosah daleko za hranice Vídně do oblasti Salcburku, Štýrska až po Sedmihradsko. Jeden z žáků Skotského mistra byl autorem křídlového oltáře v kostele sv. Markéty v rumunském městě Mediaș.
Dalším z významných pokračovatelů byl anonymní Mistr Winklerova epitafu (1477) v dómu ve Vídeňském Novém Městě, autor obrazu Stětí sv. Barbory (kolem 1480–1490, Národní galerie v Praze).

## Reference

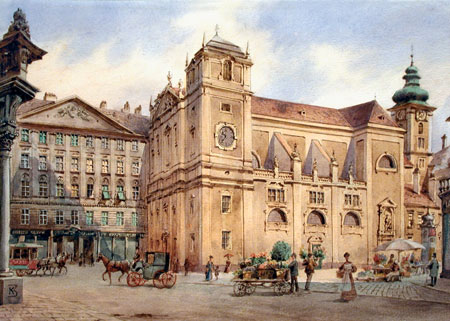
Carl Wenzel Zajicek, Schottenkirche (poč. 20. stol.)